# Vértice (curva)

Una elipse (en rojo) y su evoluta (en azul). Los puntos son los vértices de la curva, cada uno correspondiente a una cúspide en la evoluta.

En la geometría de curvas planas, un vértice es un punto donde la primera derivada de la curvatura es cero. Es un caso clásico de máximo o mínimo local del valor de la curvatura. 
Algunos autores definen más específicamente un vértice como un punto de curvatura extrema local. Sin embargo, pueden ocurrir otros casos especiales, como por ejemplo cuando la segunda derivada también es cero, o cuando la curvatura es constante. Para curvas espaciales, por otro lado, un vértice es un punto donde la torsión se anula.

## Ejemplos

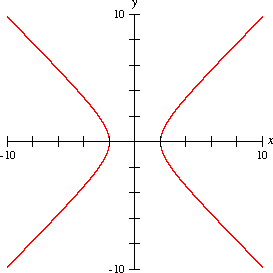
Hipérbola

Una hipérbola tiene dos vértices, uno en cada rama; son los más cercanos a dos puntos que se encuentren en las ramas opuestas de la hipérbola y sobre el eje principal. En una parábola, el único vértice se encuentra en el eje de simetría y en una curva cuadrática de la forma:
{\displaystyle ax^{2}+bx+c\,\!}
se puede encontrar completando el cuadrado o por diferenciación. En una elipse, dos de los cuatro vértices se encuentran en el eje mayor y dos se encuentran en el eje menor.
Para un circunferencia, que tiene una curvatura constante, cada punto es un vértice.

## Cúspides y osculación
Los vértices son puntos donde la curva tiene contacto de orden 4 con la circunferencia osculatriz en ese punto. En contraste, los puntos genéricos en una curva generalmente solo tienen un contacto de orden 3 con su círculo osculador. La evoluta de una curva tendrá genéricamente un cúspide cuando la curva tenga un vértice; otras singularidades más degeneradas y no estables se pueden producir en vértices de orden superior, en los que el círculo de osculación tiene un contacto de orden superior a cuatro. Aunque una sola curva genérica no tendrá vértices de orden superior, se producirán genéricamente dentro de una familia de curvas de un parámetro, en la curva de la familia para la que dos vértices ordinarios se unen para formar un vértice superior hasta que se superponen.
El conjunto simétrico de una curva tiene puntos finales en las cúspides correspondientes a los vértices, y el eje medio, un subconjunto del conjunto simétrico, también tiene sus puntos finales en las cúspides.

## Otras propiedades
De acuerdo con el teorema de los cuatro vértices clásico, cada curva suave, plana, cerrada y simple, debe tener al menos cuatro vértices. Un hecho más general es que cada curva cerrada simple del espacio que se encuentra en la superficie de un cuerpo convexo, o incluso limita un disco localmente convexo, debe tener cuatro vértices.
Si una curva plana es bilateralmente simétrica, tendrá un vértice en el punto o puntos donde el eje de simetría cruza la curva. Por lo tanto, la noción de un vértice para una curva está estrechamente relacionada con la de un vértice óptico, el punto donde un eje óptico cruza la superficie de una lente.